# うわさのキッス
「うわさのキッス」は、TOKIOの3作目のシングルである。8cmCDの背表紙では｢うわさのキッス/哀しみのBeliever｣と両A面扱いされているが、公式ホームページなどでは単独A面扱いとなっている。

## 概要
表題曲「うわさのキッス」は、フジテレビ系アニメ『キテレツ大百科』エンディングテーマに起用された。
長瀬智也と山口達也によるツイン・リードボーカルを中心にサビでは松岡昌宏のコーラスによる掛け合いがある。

## 記録
この作品でオリコン週間シングルチャート2位を獲得。『LOVE YOU ONLY』の3位を上回り、22作目のシングル『メッセージ/ひとりぼっちのハブラシ』で1位を獲得するまでの間、自己最高位であった。

## 収録曲
| 全作詞: 工藤哲雄、全作曲: 都志見隆、全編曲: 白井良明。 |                                          |          |            |      |
| #                                                      | タイトル                                 | 作詞     | 作曲・編曲 | 時間 |
| 1.                                                     | 「うわさのキッス」                       | 工藤哲雄 | 都志見隆   | 3:30 |
| 2.                                                     | 「哀しみのBeliever」                     | 工藤哲雄 | 都志見隆   | 3:51 |
| 3.                                                     | 「うわさのキッス」(オリジナル・カラオケ) | 工藤哲雄 | 都志見隆   | 3:30 |
| 合計時間:                                              | 合計時間:                                | 10:51    |            |      |

## メディアでの使用
| # | 曲名               | タイアップ                                             | 出典  |
| - | ------------------ | ------------------------------------------------------ | ----- |
| 1 | 「うわさのキッス」 | フジテレビ系アニメ『キテレツ大百科』エンディングテーマ | [ 1 ] |

## 参加ミュージシャン
| うわさのキッス - Read Vocal：長瀬智也 - Guitar：城島茂 - Read Vocal, Bass：山口達也 - Keyboards：国分太一 - Drums：松岡昌宏 - Corus：TOKIO | 哀しみのBeliever - Read Vocal：長瀬智也 - Guitar：城島茂 - Bass：山口達也 - Keyboards：国分太一 - Drums：松岡昌宏 - Corus：TOKIO |

## 収録アルバム
| 楽曲                 | アルバム                            | 発売日        | 規格品番   | 備考                                                 |
| -------------------- | ----------------------------------- | ------------- | ---------- | ---------------------------------------------------- |
| 「うわさのキッス」   | 『Bad Boys Bound〜TOKIO II〜』      | 1995年7月3日  | SRCL-3248  | 2ndアルバム                                          |
| 「うわさのキッス」   | 『Best E.P Selection of TOKIO』     | 1996年8月26日 | SRCL-3630  | ベストアルバム リミックスバージョン                  |
| 「うわさのキッス」   | 『キテレツ大百科 スーパー・ベスト』 | 2004年1月21日 | COCX-32549 | フジテレビ系アニメ『キテレツ大百科』のベストアルバム |
| 「哀しみのBeliever」 | 『Bad Boys Bound〜TOKIO II〜』      | 1995年7月3日  | SRCL-3248  | 2ndアルバム                                          |

## 映像作品
うわさのキッス
- TOKIO FIRST LIVE VIDEO 〜BAD BOYS BOUND '95〜
- TOKIO LIVE 1997 + SPECIAL BONUS TRACK 1998
- TOKIO LIVE TOUR 2002 5 AHEAD in 日本武道館
- TOKIO 10th anniversary LIVE 2004

哀しみのBeliever
- TOKIO FIRST LIVE VIDEO 〜BAD BOYS BOUND '95〜